# Sekou Kaba
Sekou Kaba, född 25 augusti 1990, är en kanadensisk häcklöpare.
Kaba tävlade för Kanada vid olympiska sommarspelen 2016 i Rio de Janeiro, där han blev utslagen i försöksheatet på 110 meter häck.

## Personliga rekord
| Utomhus - 100 meter – 11,11 (Ottawa, 10 juni 2017) - 200 meter – 21,84 (Lynchburg, 29 april 2015) - 300 meter – 36,07 (Ottawa, 15 juni 2011) - 110 meter häck – 13,43 (Edmonton, 4 juli 2015) | Inomhus - 55 meter – 6,77 (Canton, 22 januari 2011) - 60 meter – 7,10 (Ottawa, 19 december 2015) - 200 meter – 22,01 (Boston, 14 februari 2015) - 300 meter – 35,29 (Ottawa, 20 december 2014) - 55 meter häck – 7,58 (Canton, 22 januari 2011) - 60 meter häck – 7,77 (New York, 30 januari 2015) |